# Liste der Naturdenkmäler im Bezirk Liezen
Die Liste der Naturdenkmäler im Bezirk Liezen listet die vielfältigen Naturdenkmäler im Bezirk Liezen im Bundesland Steiermark auf.

## Naturdenkmäler
Die Vorsortierung der Tabelle ist alphabetisch nach Gemeindenamen und KG.
| Foto |                 | Name                                                            | ID                                   | Standort | Beschreibung | Fläche    | Datum      |
| ---- | --------------- | --------------------------------------------------------------- | ------------------------------------ | --- | --- | --------- | ---------- |
| 1    | Datei hochladen | Winterlinde (Tilia cordata)                                     | 906                                  | Admont, Petermühlstraße KG: Admont GrStNr: .131/1 Standort                                                               | Die Linde hatte 2016 einen Stammumfang von 6 m in 150 cm Höhe. | 164 m²    | 23.02.2009 |
| 1    | Datei hochladen | Winterlinde (Tilia cordata)                                     | 907                                  | Admont, Röthelsteinweg KG: Admont GrStNr: 451/1 Standort                                                                 | Die Linde hatte 2016 einen Stammumfang von 1,9 m in 150 cm Höhe. | 99 m²     | 03.09.2008 |
| 1    | Datei hochladen | Winterlinde (Tilia cordata)                                     | 908                                  | Admont, Bachpromenade KG: Admont GrStNr: 257/2 Standort                                                                  | Die Linde hatte 2016 einen Umfang von 3,90 m in 150 cm Höhe gemessen. | 136 m²    | 06.10.2008 |
| 1    | Datei hochladen | Winterlinde (Tilia cordata)                                     | 911                                  | Admont KG: Admont GrStNr: 438/2 Standort                                                                                 | | 138 m²    | 29.09.2008 |
| 1    | Datei hochladen | Winterlinde (Tilia cordata)                                     | 910                                  | Admont KG: Aigen GrStNr: 509/8 Standort                                                                                  | | 186 m²    | 27.07.2008 |
| 1    | Datei hochladen | Winterlinde (Tilia cordata)                                     | 914                                  | Admont, Aigen 71 KG: Aigen GrStNr: 350/2 Standort                                                                        | | 110 m²    | 27.07.2008 |
| 1    | Datei hochladen | Winterlinde (Tilia cordata)                                     | 895                                  | Admont KG: Johnsbach GrStNr: 7/4 Standort                                                                                | | 67 m²     | 10.10.2008 |
| 1    | Datei hochladen | Winterlinde (Tilia cordata)                                     | 896                                  | Admont KG: Johnsbach GrStNr: 7/4 Standort                                                                                | | 81 m²     | 10.10.2008 |
| 1    | Datei hochladen | Winterlinde (Tilia cordata)                                     | 897                                  | Admont KG: Johnsbach GrStNr: 7/4 Standort                                                                                | | 113 m²    | 10.10.2008 |
| 1    | Datei hochladen | Winterlinde (Tilia cordata)                                     | 898                                  | Admont KG: Johnsbach GrStNr: 7/4 Standort                                                                                | | 51 m²     | 10.10.2008 |
| 1    | Datei hochladen | Felsgebilde Buckliger Schneider                                 | 922                                  | Admont KG: Johnsbach GrStNr: 652/2 Standort                                                                              | Der Name bezieht sich auf eine Sage im Johnsbachtal. Besagter Schneider soll seine Seele an den Teufel für einen Eisenring verkauft haben. Drehte er den Ring hatte er alle Kräfte des Teufels. Schlussendlich wurde seine Seele in eine Nadelbüchse gesperrt.                                                                        | 41 m²     | 08.10.2008 |
| 1    | Datei hochladen | Felsgebilde Schulmeister                                        | 923                                  | Admont KG: Johnsbach GrStNr: 568/1 Standort                                                                              | | 52 m²     | 08.10.2008 |
| 1    | Datei hochladen | Rotbuche (Fagus sylvatica)                                      | 913                                  | Admont KG: Krumau GrStNr: 1/6 Standort                                                                                   | Die Buche hatte 2016 einen Umfang von 2,70 m, gemessen in 150 cm Höhe. | 154 m²    | 20.11.2008 |
| 1    | Datei hochladen | Winterlinde (Tilia cordata)                                     | 931                                  | Admont KG: Krumau GrStNr: .90/1 Standort                                                                                 | | 275 m²    | 10.11.1977 |
| 1    | Datei hochladen | Kataraktstrecke der Enns (Gesäuseeingang)                       | 958                                  | Admont KG: Krumau, Weng GrStNr: 692/9; 692/10; 1093/1; 1093/5 Standort                                                   | | 15,3 ha   | 29.01.1988 |
| 1    | Datei hochladen | Sommerlinde (Tilia platyphyllos)                                | 1403                                 | Admont, Kläranlagenweg KG: Unterhall GrStNr: 46 Standort                                                                 | | 355 m²    | 25.05.2004 |
| 1    | Datei hochladen | Linde (Tilia sp.) Auer                                          | 1405                                 | Admont, Buchauerstraße KG: Unterhall GrStNr: 137 Standort                                                                | | 317 m²    | 25.05.2004 |
| 1    | Datei hochladen | Winterlinde (Tilia cordata)                                     | 894                                  | Admont KG: Weng GrStNr: 902 Standort                                                                                     | Die Linde hatte 2016 einen Umfang von 8,80 m in 1,50 m Höhe gemessen. | 233 m²    | 20.11.2008 |
| 1    | Datei hochladen | Stieleiche (Quercus robur)                                      | 905                                  | Admont KG: Weng GrStNr: 42 Standort                                                                                      | | 206 m²    | 27.08.2008 |
| 1    | Datei hochladen | Gradenbachfall                                                  | 813                                  | Aich KG: Aich GrStNr: 2054/1 Standort                                                                                    | → Hauptartikel : Gradenbachfall f1 | 0,13 ha   | 11.04.1990 |
| 1    | Datei hochladen | Sommerlinde (Tilia platyphyllos) nördl.                         | 941                                  | Aigen im Ennstal, gegenüber Gatschen 56 KG: Gatschen GrStNr: 249/3 Standort                                              | Der Baum hatte 2015 einen Umfang von 5,60 m (in 150 cm Höhe gemessen). | 269 m²    | 05.02.1979 |
| 1    | Datei hochladen | Sommerlinde (Tilia platyphyllos) südl.                          | 942                                  | Aigen im Ennstal, gegenüber Gatschen 56 KG: Gatschen GrStNr: 249/3 Standort                                              | | 181 m²    | 30.01.1979 |
| 1    | Datei hochladen | Flusslauf des Gullingbaches                                     | 1265                                 | Aigen im Ennstal, Rottenmann KG: Gatschen, Oppenberg, Vorberg Standort                                                   | | 5,06 ha   | 13.10.1998 |
| 1    | Datei hochladen | Winterlinde (Tilia cordata)                                     | 920                                  | Aigen im Ennstal, bei Ketten 25 KG: Ketten GrStNr: 1259/4 Standort                                                       | Der Baum hatte 2015 einen Umfang von 5,30 m (in Brusthöhe gemessen). | 283 m²    | 07.05.2010 |
| 1    | Datei hochladen | Winterlinde (Tilia cordata)                                     | 921                                  | Aigen im Ennstal, bei Ketten 25 KG: Ketten GrStNr: 125974 Standort                                                       | Die Linde hat einen Umfang von 5,20 m (2015, in 150 cm Höhe gemessen). | 198 m²    | 07.05.2010 |
| 1    | Datei hochladen | Wasserfall des Trattenbaches                                    | 353                                  | Altaussee KG: Altaussee GrStNr: 1183/1 Standort                                                                          | | 2,85 ha   | 29.11.2011 |
| 1    | Datei hochladen | Sommerlinde (Tilia platyphyllos)                                | 360                                  | Altaussee, Altaussee 63 KG: Altaussee GrStNr: 485 Standort                                                               | | 300 m²    | 25.11.1988 |
| 1    | Datei hochladen | Winterlinde (Tilia cordata)                                     | 893                                  | Altenmarkt bei Sankt Gallen KG: Altenmarkt GrStNr: 92 Standort                                                           | | 164 m²    | 28.08.2008 |
| 1    | Datei hochladen | Sommerlinde (Tilia platyphyllos)                                | 969                                  | Ardning, Kirchenweg KG: Ardning GrStNr: 106 Standort                                                                     | | 179 m²    | 09.08.1995 |
| 1    | Datei hochladen | Winterlinde (Tilia cordata)                                     | 350                                  | Bad Aussee, Hauptstraße 41 KG: Bad Aussee Standort                                                                       | | 97 m²     | 27.11.1967 |
| 1    | Datei hochladen | Klamm und Wasserfälle am Teichenbach                            | 356                                  | Bad Aussee KG: Reitern GrStNr: 469/36; 469/41 Standort                                                                   | → Hauptartikel : Klamm und Wasserfälle am Teichenbach f1 | 0,31 ha   | 07.10.1986 |
| 1    | Datei hochladen | Linde am Teichgraben (Tilia sp.)                                | 1368                                 | Bad Aussee, Teichgrabenweg KG: Reitern GrStNr: 446/3 Standort                                                            | Der Baum hatte 2015 einen Umfang von 3,95 m (auf Brusthöhe 150 cm gemessen). | 321 m²    | 18.07.2002 |
| 1    | Datei hochladen | Scheck Linde (Tilia sp.)                                        | 1394                                 | Bad Aussee, Kreuzangerweg KG: Straßen GrStNr: 211 Standort                                                               | | 237 m²    | 19.12.2003 |
| 1    | Datei hochladen | Kuppe des Feuerkogels                                           | 358                                  | Bad Aussee, Bad Mitterndorf KG: Straßen bzw. Pichl GrStNr: 783/1; 1066/2 Standort                                        | Der Feuerkogel ist mit seinen Rotkalken ein (ehemals) bedeutender Fundort für Trias-Cephalopoden, besonders der Gattung Arcestes (Trias-Ammoniten). | 6,02 ha   | 02.07.1981 |
| 1    | Datei hochladen | Spitzahorn (Acer platanoides)                                   | 355                                  | Bad Mitterndorf, Bad Mitterndorf 294 KG: Mitterndorf GrStNr: 2553/1 Standort                                             | | 150 m²    | 28.12.2011 |
| 1    | Datei hochladen | Schwefelquelle Hallbachschimmel                                 | 1567                                 | Bad Mitterndorf KG: Mitterndorf GrStNr: 593/1 Standort                                                                   | | 0,39 ha   | 12.12.2012 |
| 1    | Datei hochladen | Rundhammerlinde                                                 | 256474                               | Bad Mitterndorf, Rödschitz 12 KG: Mitterndorf GrStNr: 1934/4 Standort                                                    | | 418 m²    | 21.11.2018 |
| 1    | Datei hochladen | Bergulme (Ulmus glabra)                                         | 961                                  | Gaishorn am See KG: Au GrStNr: .109 Standort                                                                             | | 252 m²    | 16.11.1988 |
| 1    | Datei hochladen | Sommerlinde I (Tilia platyphyllos)                              | 951                                  | Gaishorn am See KG: Furth GrStNr: 36/1 Standort                                                                          | Die Linde hatte 2017 einen Umfang von 7 m (in 150 cm Höhe gemessen). | 281 m²    | 06.11.1986 |
| 1    | Datei hochladen | Sommerlinde II (Tilia platyphyllos)                             | 952                                  | Gaishorn am See KG: Furth GrStNr: 36/1 Standort                                                                          | Diese Linde teilt sich nach etwa 80 cm in zwei Stämme (in 150 cm Höhe gemessen beträgt der Umfang 6 m). | 181 m²    | 06.11.1986 |
| 1    | Datei hochladen | Linde (Tilia sp.)                                               | 970                                  | Gaishorn am See KG: Gaishorn GrStNr: 202/1 Standort                                                                      | | 171 m²    | 25.01.1994 |
| 1    | Datei hochladen | Eiche (Quercus sp.)                                             | 791                                  | Gröbming KG: Gröbming GrStNr: 15/1; 34 Standort                                                                          | | 137 m²    | 10.08.2010 |
| 1    | Datei hochladen | 'Obere und untere Notgasse' und 'Riesgasse'                     | 796 HERIS-ID: 37162 Objekt-ID: 36239 | Gröbming KG: Gröbming GrStNr: 1081/7 Standort                                                                            | → Hauptartikel : Notgasse und Riesgasse f1 | 4,15 ha   | 24.09.2010 |
| 1    | Datei hochladen | Föhre, westlicher Baum                                          | 339                                  | Grundlsee, Bräuhof 237, südlich KG: Grundlsee GrStNr: 978/2 Standort                                                     | Die Waldkiefer (Pinus sylvestris) am Grundlsee hat einen Stammumfang von 1,70 m oberhalb des ersten Astes gemessen (2015).Anmerkung: im GIS-Steiermark irrtümlich als „Weißkiefer (Pinus sabiniana)“ bezeichnet; lt. ROKAT „Föhre, westlicher Baum“.                                                                                  | 69 m²     | 29.11.2011 |
| 1    | Datei hochladen | Winterlinde (Tilia cordata)                                     | 341                                  | Grundlsee, Archkogl 16 KG: Grundlsee Standort                                                                            | Stammumfang 2,80 m (2015, in 160 cm Höhe gemessen) | 109 m²    | 28.11.2011 |
| 1    | Datei hochladen | Winterlinde (Tilia cordata)                                     | 342                                  | Grundlsee, Archkogl 16 KG: Grundlsee Standort                                                                            | | 104 m²    | 28.11.2011 |
| 1    | Datei hochladen | Eibe (Taxus baccata)                                            | 343                                  | Grundlsee KG: Grundlsee GrStNr: 720/19 Standort                                                                          | Stammumfang 1,80 m (2015, in 150 cm Höhe gemessen) | 49 m²     | 28.10.2011 |
| 1    | Datei hochladen | Eibe (Taxus baccata)                                            | 344                                  | Grundlsee KG: Grundlsee GrStNr: 720/21 Standort                                                                          | Stammumfang 0,90 m, die kleinere von zwei auf dieser Wiese stehenden Eiben. | 35 m²     | 28.11.2011 |
| 1    | Datei hochladen | Eibe (Taxus baccata)                                            | 352                                  | Grundlsee, Bräuhof 214 KG: Grundlsee GrStNr: 1111/1 Standort                                                             | Umfang 1,40 m (2015, in Brusthöhe gemessen) | 43 m²     | 28.11.2011 |
| 1    | Datei hochladen | Luserfall                                                       | 1374                                 | Haus KG: Weißenbach GrStNr: 1915 Standort                                                                                | → Hauptartikel : Luserfall f1 | 226 m²    | 03.05.1991 |
| 1    | Datei hochladen | Felsengruppe um den Trutstein                                   | 807                                  | Haus, Ramsau am Dachstein KG: Leiten, Ramsau, Weißenbach GrStNr: 67; 147/1; 152/1; 726/10; 1367; 1402/3; 1914/1 Standort | → Hauptartikel : Felsengruppe um den Trutstein f1 | 0,33 ha   | 08.10.2008 |
| 1    | Datei hochladen | Sommerlinde (Tilia platyphyllos) im Schlosshof                  | 932                                  | Irdning-Donnersbachtal, Donnersbach 1, 1a KG: Donnersbach GrStNr: 780 Standort                                           | Der Baum hat einen Umfang von 3,30 m, vor dem Schlosstor steht eine Linde mit 5,90 m Umfang (2015, in 150 cm Höhe gemessen). | 220 m²    | 10.11.1977 |
| 1    | Datei hochladen | Sommerlinde (Tilia platyphyllos) am Dorfplatz                   | 933                                  | Irdning-Donnersbachtal, gegenüber Donnersbach 12 KG: Donnersbach GrStNr: 745/3 Standort                                  | | 134 m²    | 28.05.2010 |
| 1    | Datei hochladen | Donnersbacher Klamm                                             | 966                                  | Irdning-Donnersbachtal KG: Donnersbach Standort                                                                          | → Hauptartikel : Donnersbachklamm f1 | 2,33 ha   | 10.07.1991 |
| 1    | Datei hochladen | Winterlinde (Tilia cordata)                                     | 926                                  | Irdning-Donnersbachtal KG: Donnersbachwald GrStNr: 232/1 Standort                                                        | | 107 m²    | 31.08.2010 |
| 1    | Datei hochladen | Zirbe (Pinus cembra)                                            | 928                                  | Irdning-Donnersbachtal KG: Donnersbachwald GrStNr: 111 Standort                                                          | Die Zirbe hatte 2016 einen Umfang von 2 m, gemessen in 1,50 m Höhe. | 30 m²     | 05.03.2009 |
| 1    | Datei hochladen | Sommerlinde (Tilia platyphyllos)                                | 944                                  | Irdning-Donnersbachtal, Falkenburg Trautenfelserstraße 119 KG: Irdning GrStNr: 197/4 Standort                            | | 198 m²    | 31.05.2010 |
| 1    | Datei hochladen | Sommerlinde (Tilia platyphyllos)                                | 945                                  | Irdning-Donnersbachtal KG: Irdning GrStNr: 63 Standort                                                                   | Die Linde steht in der südöstlichen Ecke des Gartens des Kapuzinerklosters. 2015 war der Umfang 3,20 m (in 150 cm Höhe gemessen). | 204 m²    | 21.04.1981 |
| 1    | Datei hochladen | Gesteinsschichten mit fossilen Tiervorkommen                    | 974                                  | Landl KG: Gams GrStNr: 1066/1, 420/1, 567/1, 567/2 Standort                                                              | | 0,52 ha   | 30.07.1998 |
| 1    | Datei hochladen | Flintenstein-Abbau, Gams                                        | 1404                                 | Landl KG: Gams GrStNr: 960/1 Standort                                                                                    | | 196 m²    | 25.05.2004 |
| 1    | Datei hochladen | Die Nothklamm                                                   | 253757                               | Landl KG: Gams GrStNr: 411/1 722/8 1066/1/2/3/4 Standort                                                                 | | 5,16 ha   | 17.08.2018 |
| 1    | Datei hochladen | Winterlinde (Tilia cordata)                                     | 903                                  | Landl, Lainbach 7 KG: Landl GrStNr: .288/2 Standort                                                                      | Die Linde hatte 2015 einen Umfang von 3,85 m (in Brusthöhe gemessen). | 130 m²    | 18.11.2008 |
| 1    | Datei hochladen | Winterlinde (Tilia cordata)                                     | 960                                  | Landl KG: Landl GrStNr: 325/2 Standort                                                                                   | | 121 m²    | 31.10.1988 |
| 1    | Datei hochladen | Mühlbach                                                        | 1525                                 | Landl KG: Landl GrStNr: 1460 Standort                                                                                    | | 1,45 ha   | 30.11.2006 |
| 1    | Datei hochladen | Wasserlochklamm, Palfau                                         | 975                                  | Landl KG: Palfau GrStNr: 333 Standort                                                                                    | → Hauptartikel : Palfauer Wasserloch f1 | 43,36 ha  | 29.04.1999 |
| 1    | Datei hochladen | 2 Hängebirken (Betula pendula)                                  | 956                                  | Lassing, Döllach 12 KG: Lassing Schattseite GrStNr: 1779/1 Standort                                                      | | 233 m²    | 21.07.1987 |
| 1    | Datei hochladen | Stieleiche (Quercus robur)                                      | 964                                  | Lassing KG: Lassing Sonnseite GrStNr: 1804/1; 1831/1; 1831/2 Standort                                                    | Die Eiche hatte 2015 einen Umfang von 2,50 m (in 150 cm Höhe gemessen). | 203 m²    |            |
| 1    | Datei hochladen | 3 Bergahornbäume (Acer pseudoplatanus)                          | 965                                  | Liezen KG: Weißenbach bei Liezen GrStNr: 192 Standort                                                                    | Der Dickste der drei Bäume hatte 2015 einen Umfang von 3,20 m (in 150 cm Höhe gemessen). | 415 m²    | 19.08.1991 |
| 1    | Datei hochladen | 2 Zirben (Pinus cembra)                                         | 810                                  | Michaelerberg-Pruggern KG: Michaelerberg GrStNr: 296/2 Standort                                                          | | 170 m²    | 22.07.1984 |
| 1    | Datei hochladen | 4 Sommerlinden (Tilia platyphyllos)                             | 786                                  | Mitterberg-Sankt Martin KG: Mitterberg GrStNr: 1059; 2615/2; 2900/3 Standort                                             | | 630 m²    | 20.10.2008 |
| 1    | Datei hochladen | Walnußbaum (Juglans regia)                                      | 805                                  | Mitterberg-Sankt Martin KG: Mitterberg GrStNr: 1626/1 Standort                                                           | | 89 m²     | 20.10.2008 |
| 1    | Datei hochladen | Sommerlinde (Tilia platyphyllos)                                | 800                                  | Öblarn KG: Sonnberg GrStNr: 315/2 Standort                                                                               | Die Linde hatte 2016 einen Umfang von 9,50 m in 1,50 m Höhe. Wie üblich bei Linden diesen Alters ist sie an der Basis hohl. | 291 m²    | 20.10.2008 |
| 1    | Datei hochladen | Dachsteinsüdwand mit Dachsteinsüdabsturz und Edelgrießgletscher | 783                                  | Ramsau am Dachstein KG: Ramsau GrStNr: 913/1 Standort                                                                    | Anmerkung: Das ursprünglich Dachsteinsüdwand benannte Naturdenkmal wurde mit Bescheid der politischen Expositur Gröbming vom 6. Juni 2016 mit dem Naturdenkmal Dachsteinsüdabsturz und Edelgrießgletscher unter dem neuen Namen Dachsteinsüdwand mit Dachsteinsüdabsturz und Edelgrießgletscher unter identischer ID zusammengeführt. | 333,31 ha | 07.05.1965 |
| 1    | Datei hochladen | Torbachfall                                                     | 788                                  | Ramsau am Dachstein KG: Ramsau GrStNr: 685/1; 896/1; 1404 Standort                                                       | Der Torbachfall liegt in der Silberkarklamm. | 1,16 ha   | 20.10.2008 |
| 1    | Datei hochladen | Schleierfall                                                    | 789                                  | Ramsau am Dachstein KG: Ramsau GrStNr: 685/1; 1404 Standort                                                              | → Hauptartikel : Schleierfall (Ramsau) f1 | 0,44 ha   | 20.10.2008 |
| 1    | Datei hochladen | Sommerlinde (Tilia platyphyllos)                                | 940                                  | Rottenmann, Klamm 10 KG: Rottenmann GrStNr: 2247 Standort                                                                | Linde in Strechau mit einem Umfang von 3,50 m (2015, in 150 cm Höhe gemessen). | 172 m²    | 17.02.1978 |
| 1    | Datei hochladen | Bergahorn (Acer pseudoplatanus)                                 | 947                                  | Rottenmann, Goldbichlweg KG: Rottenmann GrStNr: 1613 Standort                                                            | Der Ahorn hatte 2015 einen Umfang von 4,90 m (in Brusthöhe gemessen). | 184 m²    | 18.10.1984 |
| 1    | Datei hochladen | Spitzenbachklamm                                                | 925                                  | Sankt Gallen KG: Bergerviertel GrStNr: 216/1; 216/89; 217/2; 226/1 Standort                                              | → Hauptartikel : Spitzenbachklamm f1 | 33,77 ha  | 04.03.2009 |
| 1    | Datei hochladen | Winterlinde (Tilia cordata)                                     | 917                                  | Sankt Gallen KG: Oberreith GrStNr: 346/1 Standort                                                                        | | 503 m²    | 08.10.2008 |
| 1    | Datei hochladen | Winterlinde (Tilia cordata)                                     | 918                                  | Sankt Gallen KG: Oberreith GrStNr: 524 Standort                                                                          | | 248 m²    | 21.07.2009 |
| 1    | Datei hochladen | Linde (Tilia sp.) Felbinger                                     | 972                                  | Sankt Gallen, Auf der Au 76 KG: Oberreith GrStNr: 5/9 Standort                                                           | | 125 m²    | 16.01.1997 |
| 1    | Datei hochladen | Linde (Tilia sp.) Leitner                                       | 973                                  | Sankt Gallen, Buchau 16 KG: Oberreith GrStNr: 218 Standort                                                               | | 151 m²    | 27.01.1997 |
| 1    | Datei hochladen | Winterlinde (Tilia cordata)                                     | 919                                  | Sankt Gallen KG: St. Gallen GrStNr: 106/3 Standort                                                                       | | 195 m²    | 20.07.2009 |
| 1    | Datei hochladen | Türkenkopf (Felsbildung)                                        | 900                                  | Sankt Gallen KG: Weißenbach an der Enns GrStNr: 74/1 Standort                                                            | | 37 m²     | 08.10.2008 |
| 1    | Datei hochladen | Laussabach-Kataraktstrecke                                      | 959                                  | Sankt Gallen KG: Weißenbach an der Enns Standort                                                                         | Anmerkung: Der geschützte Abschnitt des Laussabachs bildet die Grenze zwischen den Bezirken Steyr-Land (Oberösterreich) und Liezen (Steiermark). | 0,12 ha   | 14.02.2011 |
| 1    | Datei hochladen | Giglachbach                                                     | 1498                                 | Schladming KG: Rohrmoos GrStNr: 1826 Standort                                                                            | | 1,44 ha   | 25.07.2006 |
| 1    | Datei hochladen | Weißkiefer                                                      | 793                                  | Schladming KG: Untertal GrStNr: 942/1 Standort                                                                           | Die einzeln stehende Weißkiefer (Pinus sylvestris) hatte am 9. Oktober 2016 in 1,30 m Höhe einen Umfang von 2,62 m, in 1,50 m Höhe von 2,61 m, die Baumhöhe wurde auf ca. 12,50 m geschätzt.Anmerkung: im GIS-Steiermark irrtümlich als „Weißkiefer (Pinus sabiniana)“ bezeichnet; lt. ROKAT nur „Weißkiefer“.                        | 0,76 ha   | 20.10.2008 |
| 1    | Datei hochladen | Riesachfall                                                     | 794                                  | Schladming KG: Untertal GrStNr: 928/1; 929; 977/1; 979/2; 1027/1 Standort                                                | → Hauptartikel : Riesachfälle f1 | 3,2 ha    | 29.11.2012 |
| 1    | Datei hochladen | Untertalbach Wildes Wasser                                      | 1545                                 | Schladming KG: Untertal GrStNr: 1027/1 Standort                                                                          | | 1,2 ha    | 15.04.2010 |
| 1    | Datei hochladen | Sommerlinde (Tilia platyphyllos)                                | 1499                                 | Selzthal KG: Selzthal GrStNr: 375/21 Standort                                                                            | Schöne Linde, die sich in etwa 2 m Höhe in vier Stämme teilt. Der Baum hatte 2016 6,50 m Umfang in 150 cm Höhe. | 49 m²     | 06.06.1991 |
| 1    | Datei hochladen | Ahorn (Acer sp.)                                                | 782                                  | Sölk, Großsölk 13 KG: Großsölk GrStNr: 587/6 Standort                                                                    | | 356 m²    | 20.10.2008 |
| 1    | Datei hochladen | 2 Linden in der Kohlstattsiedlung                               | 812                                  | Sölk KG: Großsölk GrStNr: 144/7 Standort                                                                                 | Es ist nur mehr eine Linde übrig. | 215 m²    | 03.10.1986 |
| 1    | Datei hochladen | Hopfgartenwasserfall                                            | 787                                  | Sölk KG: Kleinsölk GrStNr: 1141/4; 1332 Standort                                                                         | | 0,24 ha   | 20.10.2008 |
| 1    | Datei hochladen | Untergrimminger Kataraktstufe                                   | 954                                  | Stainach-Pürgg, bei Untergrimming 12 bzw. 20 KG: Neuhaus GrStNr: 1191/5 Standort                                         | | 0,25 ha   | 22.11.1985 |
| 1    | Datei hochladen | Große Grimming-Klachauer Gefällsstufe                           | 955                                  | Stainach-Pürgg KG: Neuhaus, Pürgg Standort                                                                               | | 1,4 ha    | 02.04.1987 |
| 1    | Datei hochladen | Lesserner-Wasserfälle                                           | 967                                  | Stainach-Pürgg KG: Pürgg, Zlem Standort                                                                                  | | 0,3 ha    | 03.09.1991 |
| 1    | Datei hochladen | Wörschachklamm                                                  | 930                                  | Wörschach KG: Wörschach Standort                                                                                         | → Hauptartikel : Wörschachklamm f1 | 44,67 ha  | 06.09.1974 |
| 1    | Datei hochladen | Rotbuche (Fagus sylvatica)                                      | 957                                  | Wörschach, Auweg II KG: Wörschach GrStNr: 1180/1 Standort                                                                | Der Baum hatte 2015 einen Umfang von 2,90 m (in 150 cm Höhe gemessen). | 354 m²    | 18.11.2009 |
| 1    | Datei hochladen | 4 Kammfichten (Picea abies), Bärenfeuchten                      | 968                                  | Wörschach KG: Wörschach GrStNr: 1408 Standort                                                                            | Anmerkung: Position zwischen drei Bäumen, Baum Nr. 4 etwa 300 Meter östlich. Vor Ort sind fünf Bäume mit Naturdenkmaltafeln markiert. | 501 m²    | 26.11.2009 |
| 1    | Datei hochladen | Linde (Tilia cordata)                                           | 267550                               | Liezen KG: Reithtal GrStNr: 1018 Standort                                                                                | | 263 m²    | 15.03.2023 |
| 1    | Datei hochladen | Bergulme (Ulmus glabra)                                         | 267553                               | Liezen KG: Liezen GrStNr: 130/3 Standort                                                                                 | | 293 m²    | 21.09.2022 |
| 1    | Datei hochladen | Kirschbaum                                                      | 264984                               | Bad Aussee KG: Bad Aussee GrStNr: 42 Standort                                                                            | | 117 m²    | 12.07.2021 |
| 0 BW | Datei hochladen | Fichte (Picea abies)                                            | 268310                               | Trieben KG: Dietmannsdorf GrStNr: 261/3 Standort                                                                         | | 299 m²    | 25.10.2023 |

## Ehemalige Naturdenkmäler
| Foto |                 | Name                                                | ID   | Standort                                               | Beschreibung                                                                                            | Fläche    | Datum      |
| ---- | --------------- | --------------------------------------------------- | ---- | ------------------------------------------------------ | --- | --------- | ---------- |
| 1    | Datei hochladen | Dachsteinsüdabsturz und Edelgrießgletscher          | 784  | Ramsau am Dachstein KG: Ramsau GrStNr: 913/1 Standort  | Anmerkung: Im Juni 2016 in Dachsteinsüdwand mit Dachsteinsüdabsturz und Edelgrießgletscher aufgegangen. | 225,71 ha | 16.11.2011 |
| 1    | Datei hochladen | 2 Sommerlinden (Tilia platyphyllos) beim Weberkreuz | 963  | Landl KG: Krippau GrStNr: 74/2 Standort                | | 137 m²    | 12.12.1988 |
| 1    | Datei hochladen | Baumhaselgruppe im Daum-Park                        | 962  | Landl, Kirchenlandl 52 KG: Landl GrStNr: 24/2 Standort | | 269 m²    | 31.07.2009 |
| 1    | Datei hochladen | Ahornbaum                                           | 1519 | Ramsau am Dachstein KG: Ramsau GrStNr: 8/2 Standort    | | 96 m²     | 19.02.1941 |

| Foto:                    | Fotografie des Naturdenkmals. Klicken des Fotos erzeugt eine vergrößerte Ansicht. Daneben finden sich zwei Symbole: \| Weitere Bilder vorhanden \| Das Symbol bedeutet, dass weitere Fotos des Objekts verfügbar sind. Durch Klicken des Symbols werden sie angezeigt. \| \| Eigenes Foto hochladen \| Durch Klicken des Symbols können weitere Fotos des Objekts in das Medienarchiv Wikimedia Commons hochgeladen werden. \| |
| Name:                    | Bezeichnung des Naturdenkmals laut offiziellen Quellen |
| ID                       | Identifikator |
| Standort:                | Es ist die Gemeinde und falls vorhanden die Adresse angegeben. Darunter sind die Katastralgemeinde (KG) und die Grundstücksnummer angeführt. Durch Aufruf des Links Standort wird die Lage des Denkmals in verschiedenen Kartenprojekten angezeigt. |
| Beschreibung             | Kurze Beschreibung des Naturdenkmals |
| Fläche                   | Fläche des Naturdenkmals in Hektar (ha) |
| Datum                    | Datum oder Jahr der Unterschutzstellung |
| Weitere Bilder vorhanden | Das Symbol bedeutet, dass weitere Fotos des Objekts verfügbar sind. Durch Klicken des Symbols werden sie angezeigt. |
| Eigenes Foto hochladen   | Durch Klicken des Symbols können weitere Fotos des Objekts in das Medienarchiv Wikimedia Commons hochgeladen werden. |